# Santuari de la Virgen de Arcos
El Santuari de la Nostra Senyora de Arcos, localitzat a la part alta d'un promontori de la Serra de Arcos, en el terme municipal de Albalate de l'Arquebisbe, a la comarca del Baix Martín, a la província de Terol, és un conjunt d'edificis de caràcter religiós social. El conjunt d'edificis està declarat Bé d'Interès Cultural des del 12 de juliol de 1983, quan el Butlletí Oficial de l'Estat publica la seva declaració com a tal, amb el codi de idendificación: RI-51-0004888. Més tard, en 1997 el Govern d'Aragó va dur a terme una intervenció per a la seva restauració.
Una de les característiques més importants d'aquesta construcció és la seva forma de combinar-se amb el paisatge en el qual està situat.
El santuari és un complex d'edificacions entre les quals destaquen:
- l'església,
- la hostatgeria, situada en la part sud, de planta allargada i una dimensions en les quals destaca la seva poca amplària malgrat comptar amb tres altures, i[3][1]
- els edificis annexos, com les sales de reunions, les cuines, etc., que comparteixen característiques amb l'hostatgeria, destacant la fàbrica de tàpia.[2][1][3]

La construcció de tot el complex és semblant tant en estil com en materials on s'utilitza maçoneria de pedra del lloc, maó i tàpia.
Per accedir al complex cal entrar per la part nord del mateix pujant una àmplia escalinata que acaba en un atri obert formant una terrassa, al que s'accedeix travessant un arc.

## L'Església
L'església, que se situa a la zona oriental de la plataforma rocosa sobre la qual es va construir el complex, data del segle xvii i presenta una planta en la qual es poden distingir dues parts clarament diferenciades i separades per un cancell. En la primera part de la planta aquesta presenta tres naus amb quatre cruixies cadascuna de les naus. La coberta de la nau central és una volta d'aresta, mentre que la de les naus laterals, en les quals s'obren les capelles laterals en els contraforts, és una volta de canó en la qual s'obren llunetes per a la il·luminació interior.
Per la seva banda després del cancell es troba la capella major, situada a nivell més elevat i presentat una planta quadrada coberta amb una cúpula semiesfèrica de considerables dimensions. Després de l'altar es localitza el cambril de la Verge de Arcos, la imatge original dels quals va desaparèixer durant el conflicte civil del 36.
La decoració interior de l'església és típica barroca, pintada en tons vius en les voltes i pilars, utilitzant-se yeserías amb motius geomètrics i vegetals que novament es pinten amb colors vius.